# For Your Eyes Only
For Your Eyes Only (Strengt fortroligt) er en britisk actionfilm fra 1981. Filmen er den tolvte i EON Productions serie om den hemmelige agent James Bond, der blev skabt af Ian Fleming. Dele af handlingen stammer fra novellerne For Your Eyes Only og Risico i Flemings novellesamling For Your Eyes Only, men også Live and Let Die er repræsenteret.
I den foregående film Moonraker havde Bond været en tur ude i verdensrummet, men med denne film ønskede man at få ham ned på jorden igen i enhver forstand. Historien skulle være mere simpel og realistisk, og uden at det nødvendigvis var hele verdenen, der var i fare. Desuden skulle Bond gøre mere brug af sine evner end af hjælpemidler. Endvidere blev der skabt realistiske scenerier i stedet for de omfattende interiørscener, serien ellers var blevet kendt for.

## Plot
Et britisk efterretningsskib synker ud for den albanske kyst, med efterretningsapparatet ATAC om bord. En marinarkæolog sættes til at lokalisere vraget, men bliver myrdet. Bond sættes til at finde morderen og den, der hyrede ham. Sporene peger mod to konkurrerende græske smuglere, men hvem af dem er til at stole på?

## Crew
- Producent: Albert R. Broccoli og Michael G. Wilson
- Manuskript: Richard Maibaum og Michael G. Wilson
- Instruktør: John Glen

## Medvirkende
- Roger Moore – James Bond
- Topol – Milos Columbo
- Carole Bouquet – Melina Havelock
- Julian Glover – Aristote Kristatos
- Desmond Llewelyn – Q
- Lynn-Holly Johnson – Bibi Dahl
- Cassandra Harris – Lisl von Schlaf
- Michael Gothard – Emile Leopold Locque
- John Wyman – Erich Kriegler
- Jill Bennett – Brink
- John Moreno – Luigi Ferrara
- Walter Gotell – General Gogol
- Geoffrey Keen – Britisk forsvarsminister
- Lois Maxwell – Moneypenny

I indledningssekvensen ender Bond med at dræbe en skaldet skurk i en kørestol. Personen er hverken navngivet eller krediteret men blev spillet af John Hollis og dubbet af Robert Rietti. Personen minder en del om Blofeld fra tidligere film, der imidlertid ikke kunne bruges officielt, fordi Eon Productions og Kevin McClory lå i strid om rettighederne til figuren. Scenen kan ses som en hilsen fra producenten Albert R. Broccoli om, at han ikke havde brug for figuren. Ifølge instruktøren John Glen skulle publikum dog selv drage deres konklusioner.
I de elleve foregående film havde Bernard Lee spille Bonds chef M. Han afgik imidlertid ved døden 16. januar 1981, før han kunne gennemføre sine scener. I respekt for ham undlod man at lade en anden overtage rollen men fordelte hans scener mellem stabschefen Bill Tanner og forsvarsministeren, idet man sagde, at M var på ferie.
Tre måneder efter premieren kom det frem, at en af Gonzales' piger oprindelig var en mand, der havde fået foretaget en kønsskifteoperation, hvilket vakte en del opmærksomhed. Der var tale om den britiske model Caroline Cossey (oprindeligt Barry Cossey).